# Gertrud Simmel

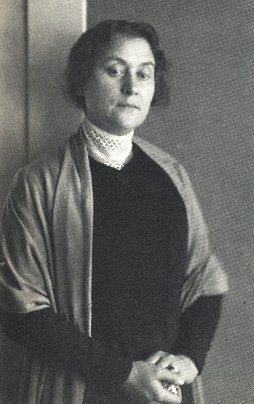
Gertrud Simmel auf einer Fotografie von Jacob Hilsdorf.

Gertrud Simmel (* 7. März 1864 in Potsdam; † 23. Juli 1938; geb. Kinel, Pseudonym: Marie Luise Enckendorff) war eine Musiklehrerin, Malerin, Schriftstellerin und Philosophin.

## Leben
Gertrud Kinel wurde am 7. März 1864 in Potsdam geboren. Sie stammte aus bürgerlichem Hause, ihr Vater war Albert Kinel (1825–1911), ihre Mutter war Laura Kinel, sie hatte noch eine ältere Schwester Helene (1862–1945) und wurde katholisch getauft. Von ihrer protestantischen Mutter jedoch wurde sie nach deren Konfession erzogen.
Nach dem allgemeinen Schulbesucht schloss sie eine Ausbildung als Zeichenlehrerin ab und vertiefte dieses Talent durch weiteren Zeichenunterricht bei dem Maler Karl Stauffer-Bern (1587–1891). Von 1889 bis 1890 studierte sie an der renommierten Kunstschule „Académie Julian“ in Paris. Bis ca. 1900 beteiligte sie sich mit ihren Arbeiten an verschiedenen Berliner Kunstausstellungen.
Im Jahre 1890 heiratete sie den an der Friedrich-Wilhelms-Universität Berlin als Privatdozent tätigen Georg Simmel (1858–1918). Nach ihrer Eheschließung zog sie zu ihrem Mann nach Berlin und wohnte mit ihm gemeinsam in Berlin-Westend. Ihr Haus war ein Ort der Begegnung und des geistigen Austausches mit verschiedenen intellektuellen Zeitgenossen wie etwa Max und Marianne Weber, Rainer Maria Rilke, Heinrich Rickert, Reinhold Lepsius, Sabine Lepsius, Stefan George, Edmund Husserl und Andere. Ihr gemeinsamer Sohn, der Mediziner Hans Eugen Simmel (1891–1943), wurde 1891 geboren.
Etwa um die Jahrhundertwende gab sie die Malerei auf und beschäftigte sich stärker mit philosophischen Themen. Unter dem Pseudonym Marie Luise Enckendorff veröffentlichte Gertrud Simmel, die durch ihren Intellekt und ihre Persönlichkeit viele stark beeindruckte, mehrere philosophische Werke. 1906 kam ihre Arbeit „Vom Sein und vom Haben der Seele“ heraus. 1910 veröffentlichte sie die Schrift „Realität und Gesetzlichkeit im Geschlechtsleben“. Dabei geht es vor allem um das Verhältnis von Mann und Frau in der Ehe. Sie unterstützte dabei die Frauenbewegung ihrer Zeit mit der Idee, dass Frauen sich eigenständig und nicht in Opposition zum Mann entwickeln sollten. Ihre Freundin Marianne Weber rühmte Gertrud als eine „delphische Sibylle“ und als „Gipfel“ dessen, was eine Frau werden könne. 1914 siedelte die Familie nach Straßburg um, da Georg Simmel eine Professur an der Kaiser-Wilhelm-Universität Straßburg erhalten hatte. Hier erschien 1919 ihr Werk „Über das Religiöse“. Ihre philosophischen Anschauungen waren stark religiös geprägt und erwuchsen aus einer metaphysischen Denkhaltung, die von der Einheit des Menschen und der Welt im Glauben an einen allumfassenden Gott ausging.
Am 26. September 1918 verstarb Georg Simmel an Leberkrebs. Nach dem Tod ihres Mannes zog Gertrud Simmel 1920 zu ihrem Sohn nach Jena, der dort an der Universität als Medizinprofessor und Direktor des Krankenhauses tätig ist. Hier lebte sie anfangs in sehr bescheidenen Verhältnissen, da die Bestätigung ihrer finanziellen Absicherung nach dem Tod ihres Mannes lange auf sich warten ließ. 1927 veröffentlichte sie eine weitere Arbeit „Kindschaft zur Welt“ und siedelte dann 1929 gemeinsam mit ihrem Sohn nach Gera um. Sie stand unter anderem in engem Kontakt mit dem Philosophen Martin Buber, der während seines Aufenthaltes in Jena bei ihr wohnte und publizierte auch in der von ihm mit herausgegebenen Zeitschrift Die Kreatur. Nachdem Hans Simmel 1933 auf Grund „rassisch begründeter Verfolgung“ seinen Posten als Chefarzt verloren hatte, ging die Familie nach Stuttgart. Ihr Sohn Hans emigrierte 1943 schließlich in die USA, wo er im gleichen Jahr in Colorado verstarb.
Gertrud Simmel verstarb am 23. Juli 1938 in Stuttgart.

## Werke
- Vom Sein und vom Haben der Seele. Aus einem Tagebuch (1906)
- Realität und Gesetzlichkeit im Geschlechtsleben (1910)
- Über das Religiöse (1919)
- Kindschaft zur Welt (1927)